# Währingerbach
Der Währingerbach ist ein Wiener Bach, der die Wiener Gemeindebezirke Währing und Alsergrund durchfließt und heute praktisch vollkommen kanalisiert ist. 

## Geographie
Der Währingerbach umfasst ein Einzugsgebiet von 513,8 Hektar und entspringt am Nordhang des Schafberges bzw. der Ladenburghöhe im Pötzleinsdorfer Schlosspark. Der heute kanalisierte Bach folgt den Straßenzügen der Pötzleinsdorfer Straße, der Gersthofer Straße, der Gentzgasse, des Aumannplatzes und der Währinger Straße. 
Nach dem Gürtel fließt er durch den Bezirk Alsergrund. Dort bildete er die Grenze zwischen den alten Vorstädten Michelbeuern und Himmelpfortgrund. Heute fließt er weiter entlang der Achamergasse und des Bertha-Löwi-Wegs (ehemals „Grüner Durchgang“) und mündet vor der Hauseinfahrt von Nußdorfer Straße 21 / Ecke Alserbachstraße in die Als. 
Mit dem Dürwaringbach hat sich im Bereich des Schafbergbades südlich der Ladenburghöhe ein letzter, offen verlaufender Quellbach des Währinger Baches erhalten, der unterhalb von Alt-Gersthof in den Währingerbach mündet.

## Geschichte
Der Währingerbach durchfloss in früheren Zeiten ein enges Tal, sodass den darin liegenden Siedlungen wenig Platz blieb. Die Siedlungen Pötzleinsdorf, Gersthof, Weinhaus und Währing (von Westen nach Osten) konnten sich durch die Tallage anfangs nur entlang des Währingerbaches ausbreiten und entwickelten sich in ihrer Grundsubstanz zu Straßendörfern.